# Дигидроарсенат аммония
Дигидроарсена́т аммо́ния — неорганическое соединение, 
кислая соль аммония и мышьяковой кислоты с формулой NH4H2AsO4,
бесцветные кристаллы,
растворяется в воде.

## Получение
- Действие аммиака на концентрированный раствор мышьяковой кислоты:

{\displaystyle {\mathsf {NH_{3}+H_{3}AsO_{4}\ {\xrightarrow {}}\ NH_{4}H_{2}AsO_{4}}}}

## Физические свойства
Дигидроарсенат аммония образует бесцветные кристаллы.
Растворяется в воде.

## Применение
- Пьезо- и сегнетоэлектрик.
- Материал нелинейной оптики.